# ピタム・プラ駅
ピタム・プラ駅（ピタム・プラえき、英語: Pitam Pura、ヒンディー語: पीतमपुरा）は、インドデリーにあるデリー・メトロレッドラインの駅である。